# Pengzhou
Pengzhou (金堂县) is een stadsarrondissement in de provincie Sichuan van China. Bij de volkstelling van 2020 had Pengzhou 788.399 inwoners. De stad ligt ten noorden van de metropool Chengdu en is onderdeel van diens agglomeratie.